# トマス・ホッブズ
トマス・ホッブズ（英: Thomas Hobbes、1588年4月5日 - 1679年12月4日）は、清教徒革命（イングランド内戦）から王政復古期にかけてのイングランドの哲学者。
17世紀の近世哲学にあって、ルネ・デカルトなどと共に機械論的世界観の先駆的哲学者の一人であり、バールーフ・デ・スピノザなどとともに唯物論の先駆的思索を行った哲学者の一人である。政治哲学者としての側面は広く周知され、人工的国家論の提唱と社会契約説により近代的な政治哲学理論を基礎づけた人物として一般的に知られる。王太子時代のイングランド王チャールズ2世の家庭教師でもあった。

## 概要
イングランド国教会の聖職者の子として生まれる。1588年、スペインの無敵艦隊襲来というニュースにショックを受けた母親は産気づき、予定より早く出産した。このため「恐怖と共に生まれた」といわれる。1608年にオックスフォード大学を卒業した後、デヴォンシャー伯爵家（後のデヴォンシャー公家）に家庭教師として仕える。1610年から1630年代にかけて貴族の子弟とともにヨーロッパ大陸へ三度旅行し、フランスやイタリアの哲学者や科学者と交流した。
清教徒革命前の1640年に自分の身を案じてフランスへ亡命し、後に国王となったチャールズ2世の家庭教師を務める。最もよく知られる著作『リヴァイアサン』は、イングランド内戦が終結してオリバー・クロムウェルの統治下にあったイングランド共和国に帰国した1651年に刊行された。ベーコンやガリレオ、デカルトらと交友があった。
1655年に出版した『物体論』（De Corpore）内で円積問題の解を見つけたと公表し、数学者のジョン・ウォリスとの論争に発展した（ホッブズとウォリスの論争）。
形而上学においては唯物論の立場に立ち、その考えは『物体論』において展開された。また、デカルトから『省察』の批判を書くよう頼まれた時はその立場から批判を行なったが（デカルトは他の哲学者や神学者にも批判を頼み、ホッブズのそれは第三論駁と呼ばれる）、自身の哲学への不理解と解したデカルトからの反応は冷淡であった。

## 年譜
- 1588年 - 4月5日、ウィルトシャー州マームズベリー近郊のウェストポートにて、イングランド国教会牧師トマス・ホッブズの次男として誕生。
- 1592年 - ウェストポートの教会学校入学。
- 1600年 - 父の死に伴って叔父フランシス・ホッブズに引き取られる。ロバート・ラティマーの私立学校に入学。
- 1603年 - オックスフォード大学入学。
- 1608年 - 2月5日にオックスフォード大学卒業[4]。第2代デヴォンシャー伯爵ウィリアム・キャヴェンディッシュの家庭教師となる
- 1620年 - ベーコンの助手として彼の口述筆記をしたり、著作をラテン語に訳したりする。
- 1629年 - 自身の手によるトゥキディデスの『戦史』の翻訳を公表。
- 1631年 - 第3代デヴォンシャー伯爵ウィリアム・キャヴェンディッシュの家庭教師となる。
- 1636年 - ガリレオを訪問。
- 1637年 - 感覚について小論文（Little Treatise）発表。
- 1640年 - 5月9日に『法学原理』（The Elements of Law）発表。短期議会（4月13日 - 5月5日）の進展に伴ってイングランド内の政情が不安定化したため、フランスの首都パリへ亡命。
- 1642年 - 『市民論（英語版）』（De Cive）を匿名で発表。
- 1645年 - イングランド王太子（後のチャールズ2世）がパリに亡命。ホッブズが彼の数学教師となる。
- 1647年 - イングランド国教会の洗礼を受ける。
- 1651年 - 『リヴァイアサン』を出版。
- 1655年 - 『物体論』（De Corpore）を出版。
- 1656年 - 『自由、必然、偶然に関する諸問題』を発表。
- 1658年 - 『人間論』（De Hormine）を出版。
- 1668年 - 『ビヒモス』（Behemoth）を出版
- 1674年 - 『イリアス』と『オデュッセイア』の翻訳を発表。
- 1679年 - 12月4日に死去。

## 人工的な国家理論
『リヴァイアサン』は、ホッブズの代表的な著作であり、17世紀ヨーロッパにおける国家理論の白眉である。この著作によって、王権神授説に立つ同時代のイングランドの王党派からは無神論者であるとされ、共和派からは専制政治擁護者と見られた。現代に至るまでホッブズの評価は屈折しており、相反する立場から全く異なったホッブズ観が提示されている。

### 概要
この著作は、権威（英: Authority）を「いかなる行為でもなしうる権利」と定義づけており、国家の権威主義（独裁主義、専制主義、全体主義）を擁護した論説であるという側面がある。
ホッブズは前提として、人間の自然状態は闘争状態にあると規定する。彼はまず、生物一般の生命活動の根元を自己保存の本能とする。その上で、人間固有のものとして将来を予見する理性を措定する。理性は、その予見的な性格から、現在の自己保存を未来の自己保存の予見から導く。これは、現在ある食料などの資源に対する無限の欲望という形になる。なぜなら、人間以外の動物は、自己保存の予見ができないから、生命の危険にさらされたときだけ自己保存を考えるからである。ところが人間は、未来の自己保存について予見できるから、つねに自己保存のために他者より優位に立とうとする。この優位は相対的なものであるから、際限がなく、これを求めることはすなわち無限の欲望である。しかし自然世界の資源は有限であるため、無限の欲望は満たされることがない。人は、それを理性により予見しているから、限られた資源を未来の自己保存のためにつねに争うことになる。またこの争いに実力での決着はつかない。なぜならホッブズにおいては個人の実力差は他人を服従させることができるほど決定的ではないからである。これがホッブズのいう「万人は万人に対して狼」「万人の万人に対する闘争」である。ただしこの前提は、友枝高彦らの批判もある（「#批判」を参照）。
ホッブズにおいて自己保存のために暴力を用いるなど積極的手段に出ることは、自然権として善悪以前に肯定される。ところで自己保存の本能が忌避するのは死、とりわけ他人の暴力による死である。この他人の暴力は、他人の自然権に由来するものであるから、ここに自然権の矛盾があきらかになる。そのため理性の予見は、各自の自然権を制限せよという自然法を導く。自然法に従って人びとは、各自の自然権をただ一人の主権者に委ねることを契約する。だが、この契約は、自己保存の放棄でもその手段としての暴力の放棄でもない。自然権を委ねるとは、自然権の判断すなわち理性を委ねることである。ホッブズにおいて主権は、第一義的に国家理性なのである。また以上のことからあきらかなように、自然状態では自然法は貫徹されていないと考えられている。

### その影響と解釈
ホッブズが展開した国家理論は、キリスト教会社会のカルヴァン主義のそれに似た自然状態を想定し、そこから人工的に国家モデルをつくりあげたという点では近代国家理論のさきがけであった。前提の自然状態を措定した上に契約神学が設定されたように、現実の国家社会との間に社会契約を設定するという理論が発展する。このことはホッブズ以前の社会契約が既成国家の説明原理にとどまり、基本的に「支配＝服従契約」と見ているのに対し、平等な個人間の社会契約による国家形成という新しい視点を開いた。またこのような社会契約の要因として、人間の自然理性を重視していることから啓蒙主義的な国家理論であるということができる。
ホッブズの理論を批判的に継承したのは、ジョン・ロックとルソー（社会契約論）であるが、両者とホッブズとの決定的な違いは、ホッブズが自然状態において自然法が不完全であるとするのに対し、両者は自然状態において既に自然法が貫徹されていると想定していることである。
このホッブズの政治理論の性格および歴史的意義については、現在4つの主要な解釈がある。
1. 絶対主義の政治理論説 - 以下の3点を主要な根拠として、ホッブズの政治理論が絶対主義王政を支持するものであるとする説。
  - ホッブズが社会契約を服従とみなしていること。
  - 主権者が一者であり、主権が国家理性であること。
  - 主権者が国内の宗教を含めてあらゆる国内的、国際的政策を統制できるとしていること。
2. 近代的政治理論説 - 以下の2点を主要な根拠として、ホッブズの政治理論が近代的で民主主義的な国家理論であるとする説。
  - 無神論的、唯物論的世界観、また理性主義に基づく平等思想を唱えていること。
  - 分析的に導き出したアトム的人間から構成的に人工の国家を導き出すという科学的手法をとっていること。
3. 伝統的政治理論説 - 以下の2点を根拠として、ホッブズの政治理論が伝統的なキリスト教倫理思想に則っているとする説。
  - ホッブズの自然法思想がデカルト思想に影響される前から既に形成されていたこと。
  - 宗教に対する言及が、無神論的立場ではなく信仰によっていると考えられること。
4. 自然状態的政治理論説 - 以下の2点を根拠として、ホッブズの政治理論が究極的に自然状態の理論であり、闘争の政治理論であるとする説。
  - 自然法が個人規模での闘争を止揚して国家規模の闘争を導いているにすぎず、本質的に闘争状態であることが変わっていないこと。
  - 国家状態が自然法に基づくとされていること。

この中で、1.と2.の見方が古典的で、現在でも有力な説である。

## 著述
主な訳書
- 選集『世界の大思想13 リヴァイアサン 国家論』水田洋・田中浩訳、河出書房新社、1966年、オンデマンド版2005年
- 『リヴァイアサン』 水田洋訳、岩波文庫（全4巻）、1982-92年。改訳版
- 『リヴァイアサン I・II』 永井道雄、上田邦義訳、中央公論新社〈中公クラシックス〉、2009年。編訳版
  - 元版・選集『世界の名著28 ホッブズ』永井道雄責任編集、中央公論社、1971年
- 『ホッブズの弁明／異端』水田洋編訳、未來社<転換期を読む>、2011年
- 『哲学原本』（『哲学原論』とも訳される、ラテン語：Elementa Philosophiae、英語：Elements of Philosophy）
  - 『物体論』『人間論』『市民論』本田裕志訳、京都大学学術出版会「近代社会思想コレクション」、順に2015年、2012年、2008年
ラテン語原文に基づく初めての完訳版、『哲学原本』の第一部「物体論」、第二部「人間論」、第三部「市民論」を、個別に出版。
  - 『哲学原論／自然法および国家法の原理』 伊藤宏之・渡部秀和訳、柏書房、2012年
同じく完訳版だが、原文はラテン語に基づくが、上記は英語版での用語表記による訳。
- 『哲学者と法学徒との対話』 田中浩・新井明・重森臣広訳、岩波文庫、2002年
- 『ビヒモス』 山田園子訳、岩波文庫、2014年。初の完訳版
- 『法の原理 人間の本性と政治体』 田中浩・重森臣広・新井明訳、岩波文庫、2016年
- 『法の原理 自然法と政治的な法の原理』 高野清弘訳、ちくま学芸文庫、2019年
- 『リヴァイアサン』 角田安正訳、光文社古典新訳文庫（Ⅰ・Ⅱ）、2014-2018年
- 『リヴァイアサン』 加藤節訳、ちくま学芸文庫（上・下）、2022年

## 批判
- イギリスの思想家でケンブリッジ大学教授のアクトン卿（1834 - 1902年）は、「偉大な人物を悪者に変貌させる極めて有害なエネルギーが権力である」とし、「権力の重要性を強調する論説には非常に長い系譜があるが、政治思想史から見れば、マキャベリまたはホッブスの説の焼き直しの域を出ない」と批判している[6]。
- 日本の倫理学者で東京高等師範学校教授・東京帝国大学助教授の友枝高彦（1876 - 1957年）は「正義といい人類愛といい、人類の間の最も望ましい美徳であることは、昔から宗教でも道徳の方でも高調されているところである。…この事実に対する解説として自然性論というべき一派がある。それは人類は本来利己的であって同胞と協同するも親和するも畢竟利己の為に外ならないようにいうのである。…人類は互いに狼であるとホッブスのいったのは、全く利己的見地から解釈するのであって、国際間には道徳なく、ただ欺瞞、暴力あるのみと考えたマキャベリも同じ考であるといわねばならぬ」として、ホッブズの説を拒んだ[7]。
- ロンドン・スクール・オブ・エコノミクスの機関誌『エコノミカ』は1929年に「現代のホッブス批評家たち」を特集した号を出版した[8]。
- 政治学者でハーバード大学教授カール・ヨアヒム・フリードリッヒ（1901 - 1984）は、ホッブズ自身は『リヴァイアサン』で権威を「いかなる行為でもなしうる権利」と定義づけたが、その後にさらに「いかなる人も自分がその当事者でない契約には縛られない」と付け加えていることを指摘し、その権威の捉え方は、政治の基礎としての権力をあまりに強調しすぎた点に限界があったとしている[9]。
- 哲学者でフロリダ国際大学名誉教授B. W. Hauptliは『ホッブズと倫理的利己主義に対する批判集』を編纂している[10]。